# Farigia curita
Farigia curita är en fjärilsart som beskrevs av Jones 1912. Farigia curita ingår i släktet Farigia och familjen tandspinnare. Inga underarter finns listade i Catalogue of Life.